# Socio accomandatario
Il socio accomandatario (in inglese general partner), in una società in accomandita semplice (S.a.s.) o in una società in accomandita per azioni (S.a.p.A.), è un socio che risponde solidalmente e illimitatamente per le obbligazioni sociali, perché si occupa della gestione amministrativa della società. A loro va la responsabilità amministrativa e rappresentativa della società siccome i soci accomandanti gli hanno delegato tutto il potere gestionale. Quindi, tale categoria di soci accomandatari è distinta dai soci accomandanti, che rispondono delle obbligazioni contratte dalla società limitatamente alla quota conferita. I soci accomandatari hanno responsabilità illimitata, a differenza del socio accomandante.
L'analogo della società in accomandita nell'ordinamento statunitense è la limited partnership (LP), in cui il socio accomandante è detto limited partner: la parola stessa indica che ha la responsabilità limitata a differenza del socio accomandatario (general partner). Di solito, i fondi di venture capital assumono la forma giuridica LP. In altri fondi di private equity, un socio partecipante e accomandatario può entrare se effettua un versamento minimo, che può andare da 250.000 ad alcuni milioni di dollari. L'obiettivo di questi fondi è di finanziare delle aziende innovative che lavorano in un campo con un buon potenziale di sviluppo (anche startup, cioè delle nano-cap) e di incentivare l'intraprendenza nel mondo del business. In più, questi fondi hanno l'obiettivo di ottenere un ritorno sull'investimento effettuato tramite private equity (acquisto di azioni non in borsa, over the counter OTC) anche nel medio termine, in 4-7 anni.